# Přímoří (Slovinsko)

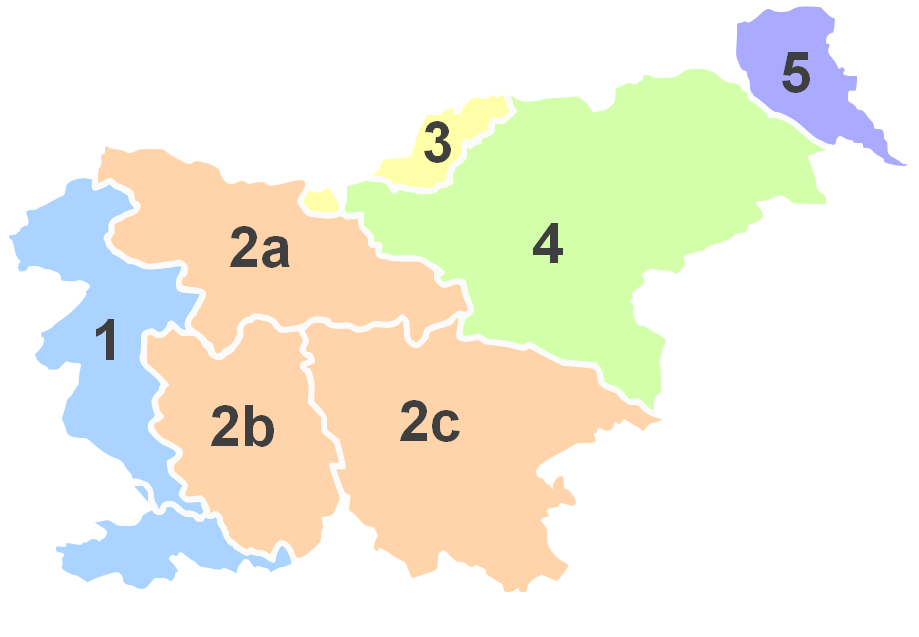
Historická území Slovinska:
1 Primorska; Kraňsko: 2a Horní Kraňsko
2b Vnitřní Kraňsko, 2c Dolní Kraňsko
3 Korutany; 4 Dolní Štýrsko; 5 Zámuří

Přímoří či Slovinské přímoří (slovinsky Primorska či Slovensko Primorje; italsky Litorale sloveno; německy Küstenland) je souhrnné označení pro západ Slovinska, složený z částí původních historických zemí Gorice s Gradiškou a Istrie, po r. 1918, resp. 1947 rozdělených mezi Itálii a tehdejší Jugoslávii. Přímoří se ve své jižní části přimyká k nejsevernější části Jadranu (Terstský záliv) a je tak jediným přístupem Slovinska k moři. Na západě hraničí s italským regionem Furlansko-Julské Benátsko, na východě se slovinskou historickou zemí Kraňsko a na jihu s chorvatskou Istrijskou župou.
V rámci Slovinska je po Lublani ekonomicky nejrozvinutějším krajem vůbec. Zejména na jihu žije menšina Italů, která tu spoluvytváří bilingvní charakter země (dvojjazyčnost nápisů a školního vyučování je zákonem zaručena).

## Města
Centrem Přímoří je Nova Gorica. Mezi další větší města tohoto regionu patří Koper, Izola, Sežana, Portorož a Piran.

## Přírodní památky
V tomto regionu se nacházejí Škocjanské jeskyně, které od roku 1986 patří do světového kulturního dědictví UNESCO.